# La Mala Rodríguez
María Rodríguez, La Mala, La Mala María, o La Mala Rodríguez (Jerez de la Frontera, Cadis, 13 de febrer de 1979) és una cantant andalusa de hip-hop. Va anar a viure a Sevilla el 1983 i a Madrid el 1998.
Utilitza les seves cançons de hip-hop influenciades pel flamenc per a parlar de feminisme i de problemes socials. Junt amb Bad Gyal, Ms Nina i Somadamantina es considera una de les veus més representatives del panorama musical dels estils reggaeton, dancehall, rap i trap a l'estat espanyol.

## Discografia
- "Yo marco el minuto/Tambalea" Maxi (Yo Gano, 1999)
- "Lujo ibérico" LP (Yo Gano/Superego-Universal, 2000)
- "Alevosía" LP (Universal, 2003)
- "Vtora Cedka" single (Free Agents, Nescafe - 2006)
- "Por La Noche" single (Universal - 2006)
- "Malamarismo" LP (Universal, 2007)
- "Dirty Bailarina" (Universal, 2010)
- "El tren de la bruja" (Universal, 2011)Actuació de La Mala Rodríguez, el 2014

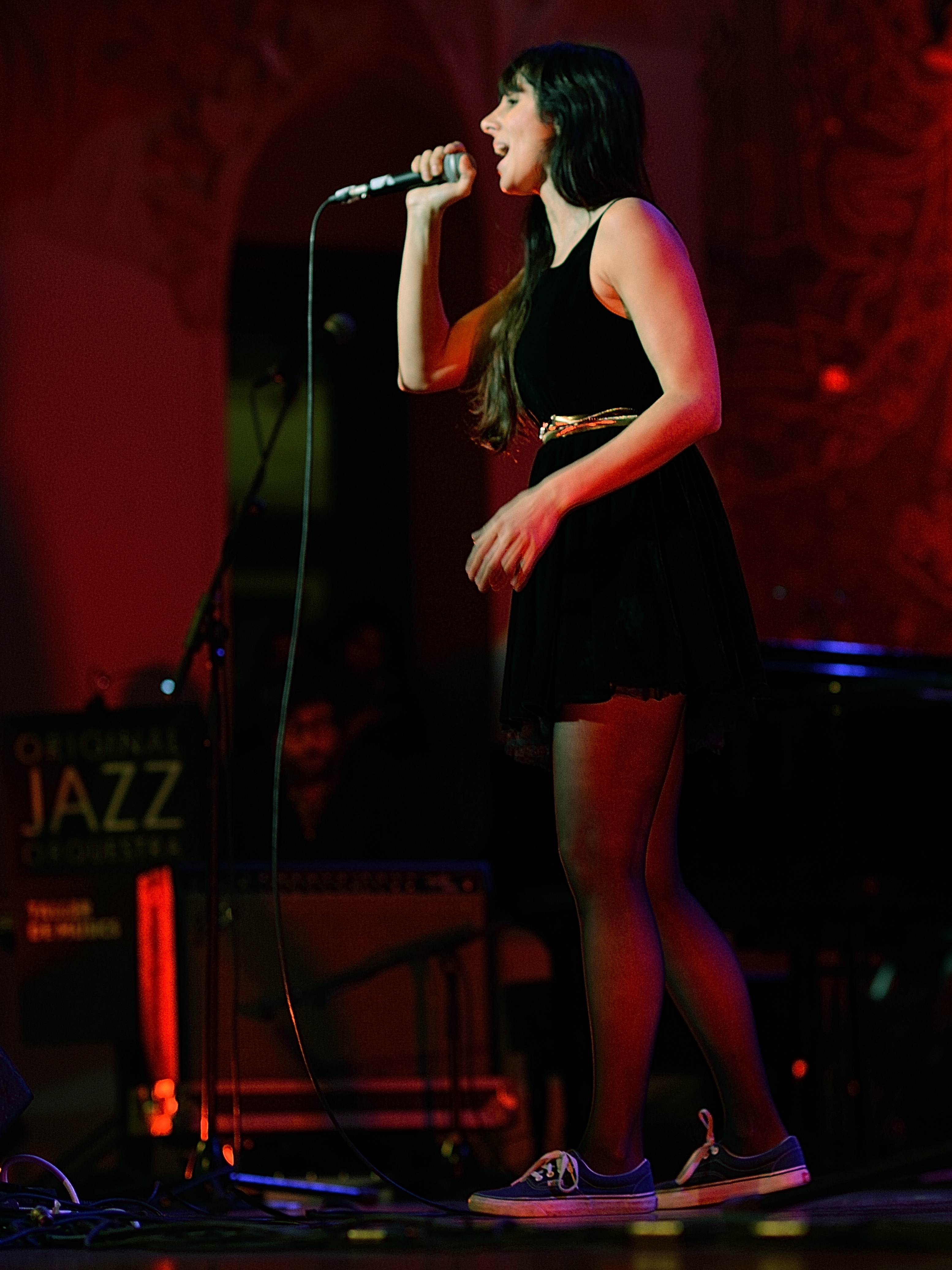
Actuació de La Mala Rodríguez, el 2014

## Premis i reconeixements
- Premi MTV Llatinoamèrica a l'artista "Promesa de l'any" el 2007.
- Premi Grammy Llatí "Millor Cançó Urbana" per "No demanis perdó" .
- 5 Premi Grammy Llatí "Millor àlbum urbà" per Bruja.6

## Banda sonora
- Lucía y el sexo, pel·lícula de Julio Medem

- Yo puta, pel·lícula de María Lidón
- Y tu mamá también, pel·lícula d'Alfonso Cuarón
- Una casa de bojos, pel·lícula de Cédric Klapisch
- Jo sóc la Juani, pel·lícula de Bigas Luna
- EA Sports FIFA 2005 (videojoc)
- Scarface (videojoc)